# ある分野のノーベル賞として知られる賞の一覧
以下は、ある分野の「ノーベル賞」として知られる賞の一覧（あるぶんやのノーベルしょうとしてしられるしょうのいちらん）である。全てを網羅したものではない。
ノーベル賞の受賞部門はアルフレッド・ノーベルの遺書に記された5分野のみであり、自然科学や社会科学の多くの分野が含まれていない。そのような分野において権威のある賞は「数学のノーベル賞」などのように「○○のノーベル賞」と呼ばれることがある。このような呼び方に対して、ノーベル財団は反対している。

## アルフレッド・ノーベルの遺書に基づく賞
1895年のアルフレッド・ノーベルの最後の遺書では、化学、物理学、化学、生理学・医学、文学、平和の5つの分野で「人類に最大の利益」を与える偉大な成果に対して賞を贈るよう記されている。よって、オリジナルのノーベル賞に含まれるのは、以下の5つの賞である。
- ノーベル物理学賞
- ノーベル化学賞
- ノーベル生理学・医学賞
- ノーベル文学賞
- ノーベル平和賞

## 一覧
特定の研究分野において、さまざまな企業・団体によっていくつかの賞が授与されている。これらは、その分野における「ノーベル賞」と呼ばれている。これらのいずれもノーベル財団は後援していない。（括弧内は創設年）

### 人類学
- トーマス・ハックスリー記念賞 （1900年）[2][3]

### 建築
- プリツカー賞 （1979年）[4][5][6]

### コンピュータ科学
- チューリング賞 （1966年）[7][8]

### 経済学
- アルフレッド・ノーベル記念スウェーデン国立銀行経済学賞 （1969年） - 受賞者はノーベル財団によって認定され、授賞式等はノーベル賞と同様に行われることから、一般には「ノーベル経済学賞」と呼ばれる。ただし、ノーベル財団ではこの賞は「ノーベル賞ではない」としている。

### 教育
- グローバル・ティーチャー賞（英語版） （2015年）[9][10]

### 工学
- チャールズ・スターク・ドレイパー賞 （1989年）
- エリザベス女王工学賞 （2013年）[11]

### 地理学
- ヴォートラン・ルッド国際地理学賞 （1991年）[12]

### 地質学
- ヴェトレセン賞（英語版） （1960年）[13][14]

### 気象学
- 国際気象機関賞 （1956年）[15][16]

### 環境
- グリーンノーベル賞（1980年）
- ゴールドマン環境賞 （1990年）

### 数学
- フィールズ賞 （1936年）[17][18][19]
- アーベル賞 （2003年）[20][21][22]

### 音楽
- エルンスト・フォン・ジーメンス音楽賞 （1972年）[23][24]
- ポーラー音楽賞（英語版） （1989年）[25][26][27]

### 哲学
- バーグルエン賞 （2016年）[28]

### 政治学
- ヨハン・スクデ政治学賞 （1995年）[29]

### 宗教
- テンプルトン賞 （1973年）[30]

### 社会科学・社会学
- ホルベア賞 （2003年）[31][32]

### 森林科学
- マルクス・ヴァレンベリ賞 （1980年）[33][34]